# Chủ lao động
Chủ lao động hay chủ sử dụng lao động là một cá nhân hay tổ chức có thuê mướn người lao động. Người sử dụng lao động đề ra tiền công hay một mức lương cho công nhân viên để trả cho công việc hay sức lao động của họ.
Người ta nói đến tiền công khi người lao động được trả theo giờ, và nói đến tiền lương khi họ được trả một mức lương chế định theo từng giai đoạn. Tiền công được trả cho tất cả các giờ làm việc, bao gồm cả làm tăng ca, tuy nhiên tiền lương điển hình không trả thêm cho việc làm nhiều giờ hơn mức tối thiểu.
Khái niệm chủ lao động bao hàm mọi thứ từ các cá nhân thuê mướn người trông trẻ cho đến các cấp chính quyền và doanh nghiệp thuê mướn hàng nghìn công nhân viên. Ở hầu khắp các xã hội phương Tây thì các cơ quan chính phủ là những chủ lao động đơn lẻ lớn nhất, tuy nhiên đại bộ phận lực lượng lao động lại được thuê vào làm ở các doanh nghiệp vừa và nhỏ nằm trong khu vực tư nhân.